# Karol Kiczka
Karol Kiczka (ur. 1967 w Walichnowach) – polski prawnik i administratywista specjalizujący się w prawie administracyjnym gospodarczym, profesor nauk prawnych, nauczyciel akademicki, dziekan Wydziału Prawa, Administracji i Ekonomii Uniwersytetu Wrocławskiego w kadencji 2016–2020. Od czerwca 2022 r. sędzia Naczelnego Sądu Administracyjnego.

## Życiorys
Urodził się w 1967. Po ukończeniu szkoły średniej w 1986 podjął studia na kierunku administracja, a rok później studia prawnicze na Uniwersytecie Wrocławskim, które ukończył w 1992 magisterium. W okresie studiów aktywnie uczestniczył w samorządzie domów studenckich (DS „Ul”). Bezpośrednio po ukończeniu studiów pracował przez kilka lat w administracji skarbowej, a także był członkiem władz wykonawczych oraz nadzorczo-kontrolnych podmiotów gospodarczych. 
W 1994 związał się zawodowo z macierzystą uczelnią, zostając asystentem na Wydziale Prawa, Administracji i Ekonomii. Jednocześnie podjął studia doktoranckie. W 1998 uzyskał stopień naukowy doktora nauk prawnych na podstawie pracy pt. Struktura prawna zezwolenia na utworzenie spółki z udziałem zagranicznym w prawie polskim, którą napisał pod kierunkiem prof. Leona Kieresa. Wraz z nowym tytułem został adiunktem w Zakładzie Publicznego Prawa Gospodarczego UWr, działającym w ramach Instytutu Nauk Administracyjnych UWr. Rada Wydziału Prawa, Administracji i Ekonomii UWr nadała mu w 2007 stopień naukowy doktora habilitowanego nauk prawnych w zakresie prawa o specjalności prawo administracyjne na podstawie dorobku naukowego oraz rozprawy pt. Administracyjne akty kwalifikujące w działalności gospodarczej. W 2009 został mianowany na stanowisko profesora nadzwyczajnego.
Prowadzi zajęcia na studiach stacjonarnych, niestacjonarnych i podyplomowych. Sprawuje opiekę naukową nad uczestnikami Studiów Doktoranckich Nauk Prawnych. W latach 2008–2012 piastował funkcję prodziekana ds. niestacjonarnych studiów prawa na Wydziale Prawa, Administracji i Ekonomii UWr. Od 2009 uczestniczy w pracach zespołu koordynacyjnego Uniwersyteckiego Systemu Obsługi Studiów, a od lutego 2012 jest pełnomocnikiem rektora ds. jakości kształcenia. 1 września 2012 objął funkcję prorektora ds. nauczania Uniwersytetu Wrocławskiego.
W marcu 2016 został wybrany na dziekana Wydziału Prawa, Administracji i Ekonomii UWr na kadencję 2016–2020. W 2021 odznaczony Złotą Odznaką „Zasłużony dla Krajowej Administracji Skarbowej”
Poza działalnością uczelnianą był także radnym dwóch kadencji do rady gminy, będąc przewodniczącym gminnej komisji rewizyjnej.

## Dorobek naukowy
Jego zainteresowania naukowe koncentrują się wokół zagadnień związanych z publicznym prawem gospodarczym. Zajmuje się także prawem zamówień publicznych oraz prawem administracyjnym. Jest autorem ponad 60 publikacji naukowych, w tym monografii, studiów i artykułów, współautorem podręczników akademickich z publicznego prawa gospodarczego, prawa administracyjnego, prawa zamówień publicznych. Był referentem na ponad 20 konferencjach naukowych. Redaktor i recenzent
opracowań naukowych. Był promotorem ponad 180 prac dyplomowych. Do jego najważniejszych publikacji należą:
- Administracyjne akty kwalifikujące w działalności gospodarczej, Wrocław 2006.
- Administracja publiczna w Europie małych ojczyzn, Poznań 2009.